# محمد عريجة
محمد أحمد عريجة، هو لاعب كرة قدم سعودي يلعب حالياً لنادي التقدم كحارس مرمى. حالياً وقع لنادي عفيف السعودي

## مسيرة اللاعب
بدأ في النادي الأهلي و شارك في برنامج الابتعاث السعودي لكرة القدم و في مارس 2022 وقع عقد احترافي مع نادي بريبرام التشيكي, و وقع مع نادي العين في أغسطس 2022. ووقع مع نادي التقدم في عام 2023.

## روابط خارجية
- محمد عريجة على موقع كووورة